# Paul Watson (Radsportler)
Paul Watson (* 5. Mai 1962 in Milton Keynes) ist ein ehemaliger britischer Radrennfahrer und nationaler Meister im Radsport.

## Sportliche Laufbahn
Watson war im Straßenradsport und im Querfeldeinrennen (heutige Bezeichnung Cyclocross) aktiv. 1985 gewann er die nationale Meisterschaft im Straßenrennen vor Jeff Williams. Beim Sieg von Eric Van Lancker wurde er Dritter im Milk Race und gewann dort eine Etappe. Im Amateurrennen der UCI-Straßen-Weltmeisterschaften belegte er den 14. Platz und war damit bester Brite. 1986 gewann er erneut eine Etappe im Milk Race.
Watson wechselte 1985 nach der Weltmeisterschaft zu den Berufsfahrern und startete für das Radsportteam Fangio-Lois. Er blieb bis 1991 Radprofi. 1987 wurde er Vierter im Milk Race und schied in der Tour de France aus.
Im Querfeldeinrennen wurde er 1982 Vize-Meister in Großbritannien hinter Chris Wreghitt. 1980 hatte er die nationale Meisterschaft bei den Junioren gewonnen. Später startete er in den Masterklassen bei den UCI-Weltmeisterschaften und gewann 2016 das Rennen seiner Altersklasse.